# Gustavjanstjärnen
Gustavjanstjärnen är en sjö i Lycksele kommun i Lappland och ingår i Umeälvens huvudavrinningsområde. Sjön har en area på 0,0709 kvadratkilometer och ligger 308,1 meter över havet.

## Delavrinningsområde
Gustavjanstjärnen ingår i det delavrinningsområde (719516-161824) som SMHI kallar för Ovan Krokbäcken. Medelhöjden är 294 meter över havet och ytan är 19,96 kvadratkilometer. Räknas de 16 avrinningsområdena uppströms in blir den ackumulerade arean 225,03 kvadratkilometer. Lycksabäcken som avvattnar avrinningsområdet har biflödesordning 2, vilket innebär att vattnet flödar genom totalt 2 vattendrag innan det når havet efter 183 kilometer. Avrinningsområdet består mestadels av skog (82 procent) och sankmarker (12 procent). Avrinningsområdet har 0,13 kvadratkilometer vattenytor vilket ger det en sjöprocent på 0,7 procent.